# درمان جنسی
کامش‌درمانی یا سکس‌درمانی یا سکس‌تراپی (به انگلیسی: sex therapy) درمانی است برای بهبود عملکرد جنسی و درمان اختلالات جنسی شامل انزال زودرس یا تاخیر در انزال و اختلال نعوظ، عدم علاقه جنسی یا تحریک دردناک (واژینیسموس و dyspareunia). سکس تراپی برای درمان انحرافات جنسی و میل بالای جنسی (hypersexuality) و عدم اعتماد به نفس جنسی، دوره نقاهت بعد از تجاوز جنسی و کاهش میل جنسی در پیری و بیماری یا ناتوانی نیز استفاده می‌شود.
سکس درمانی یک علم توصیفی است و نه یک علم تجویزی بدین معنی که سکسولوژی بیش از آنکه در پی تایید و یا تکذیب رفتار جنسی باشددرپی ریشه یابی علل رفتار و عوامل موثر بر این رفتار می باشد.

## اختلالات جنسی
اختلال جنسی به اختلال در توانایی پاسخ دهی جنسی یا اختلال در تجربه کردن لذت جنسی گفته می‌شود که ممکن است در هر مرحله از چرخه جنسی فرد (تمایل جنسی، تهییج یا برانگیختگی جنسی و ارضای جنسی) تجربه شود. اختلالات جنسی ممکن است دائمی باشد، یعنی از اولین تجربیات جنسی فرد اتفاق افتاده باشد؛ یا اینکه موقعیتی باشد، یعنی فقط در انواع خاصی از موقعیت‌ها یا در شرایط بخصوصی روی دهد. جلسات سکس تراپی روی علائم فردی متمرکز هستند. اختلالات جنسی که ممکن است مورد توجه قرار گیرد عبارتند از: انزال زودرس، اختلال نعوظ، اعتیاد جنسی، سکس دردناک، یا عدم اعتماد جنسی، کمک به افرادی که از تجاوز جنسی رنج می‌برند، مشکلاتی که عموماً ناشی از استرس، خستگی، و عوامل محیطی و رابطه هستند.
هعی…

## نحوه درمان
سکس تراپی شاخه ای از خدمات روان شناختی است که به افراد و زوج‌ها کمک می‌کند عواملی را که بر رابطه و رضایت جنسی آنها تأثیر گذاشته شناسایی و درمان کنند. هدف سکس تراپی کمک به مراجعین در راستای رفع چالش‌های جسمی و عاطفی ناشی از مشکلات جنسی، و داشتن روابط رضایت بخش زناشویی و جنسی است. در سکس تراپی مدرن، از ادغام روش‌های روان درمانی و داروهایی مانند ویاگرا (سیلدنافیل) و Paxil (پاروکستین) استفاده می‌شود. درمانگران جنسی به کسانی که دچار مشکلات جنسی کمک می‌کنند تا به یک زندگی جنسی فعال دست یابند.
سکس تراپی نیازمند به ارزیابی دقیق است که شامل معاینه جسمی و روانی کامل است. دلیل آن این است که اختلال عملکرد جنسی ممکن است به دلیل جسمانی پایه یا یک استرس روانی باشد. یک مثال روشن اختلال در نعوظ است که علت آن ممکن است مشکلات گردش خون یا اضطراب باشد.نکته حائز اهمیت در مورد اختلال‌های جنسی آن است که در زوج‌ها، مشکل زن یا مرد یک مشکل دوجانبه بوده و در واقع «مشکل مشترک زوج» محسوب می‌شود؛ بنابراین اصل مهم و اثربخش در درمان، همکاری زوج و حذف فشار بر یکدیگر است که کمک می‌کند با استفاده از تمرین‌های مدون، عملکرد رضایت بخش جنسی برای زوج حاصل شود. اگر روند درمان، همراه با علاقه و صمیمیت میان زوج و بدون شماتت و سرزنش کردن یکدیگر طی شود، نتیجه درمان رضایت بخش خواهد بود.

## پیری و تمایلات جنسی
هر دو تغییر فیزیکی و عاطفی در مراحل مختلف زندگی می‌توانند بر بدن و تمایلات جنسی تأثیر بگذارند. کاهش متعاقب در سطح هورمون و تغییرات در عملکرد عصبی و گردش خون ممکن است منجر به مشکلات جنسی نظیر اختلال اختلال erectile یا دردهای واژینال شود. این تغییرات فیزیکی اغلب بر شدت سکس در جوانی تأثیر می‌گذارند و ممکن است منجر به پاسخ‌های کاهش یابنده در طول زندگی میانی و بعد شوند. مسایل مربوط به عملکرد جنسی کم و کاهش عملکرد جنسی معمولاً محصول جانبی پیری محسوب می‌شوند. این مسایل، با افزایش اعتماد به نفس، مهارت‌های ارتباطی بهتر، و کاهش inhibitions، می‌تواند به ایجاد یک تجربه غنی‌تر، و در نهایت ارضا تجربه جنسی کمک کند. در طی آخرین بررسی‌های انجام‌شده در سال ۱۹۹۹، ۲۰۰۴، و ۲۰۰۹ آمار مشکلات جنسی موجود در میان بزرگسالان مسن‌تر افزایش‌یافته‌است و رضایت کلی جنسی کاهش‌یافته‌است. با این وجود، بزرگسالان مسن‌تر معتقد بودند که زندگی جنسی فعال لذت زیادی را ارایه می‌کند و به سلامت کلی و جسمی کمک می‌کند.
در طول سال‌ها، توجه کمی به بزرگسالان و تمایلات جنسی افراد مسن‌تر معطوف شده‌است. نقش‌های فرهنگی و جنسیتی همواره در سراسر جهان تغییر می‌کنند. اغلب افراد مسن، به عنوان افرادی دیده می‌شوند که قادر به داشتن تمایلات جنسی نیستند. حضور اختلالات جنسی در سنین پیری می‌تواند متأثر از مشکلات سلامتی باشد. غدد درون‌ریز، و اختلالات عصبی بسیاری وجود دارند که ممکن است در عملکرد جنسی همراه با برخی داروها و جراحی‌ها تداخل داشته باشند. مردان مسن تر تغییراتی را تجربه می‌کنند که در فیزیولوژی جنسی رخ می‌دهند و بر عملکرد نعوظ و ارضا تأثیر می‌گذارند. در حالی که زنان مسن‌تر، تأثیرات فیزیولوژیکی خود را بعد از یائسگی تجربه می‌کنند و منجر به کاهش تولید استروژن شده‌اند. این امر منجر به افزایش خشکی واژینال، atrophy عمومی بافت واژن، و تغییرات دستگاه تناسلی می‌شود. تغییرات شناختی و کاهش عامل دیگری است که بر فعالیت جنسی تأثیر می‌گذارد. دمانس، الزایمر و دیگر اختلالات سلامتی ذهنی ممکن است تأثیری بر رفتار جنسی داشته باشند و باعث ایجاد اختلال در روابط جنسی یا مشکلات پس از آن در روابط جنسی زوجین شوند.

## دلایل کاهش میل جنسی[۱۱]
استرس و اضطراب
استفاده از پورنوگرافی در بلندمدت
اعتماد به نفس پایین
خواب کم
تغذیه نامناسب با طبع و مزاج
مصرف الکل و مواد مخدر

## تاریخچه
روابط جنسی در فرهنگ‌های مختلف از جمله هند باستان، چین، یونان و رم وجود داشته‌است. بیشتر درمان جنسی و اختلالات جنسی در فرهنگ‌های غربی به صورت علمی و مدرن، به قرن نوزدهم و اوایل قرن بیستم محدود بود.
سکس‌شناس‌هایی مانند (هنری Havelock الیس) و (آلفرد کینزی) در نیمه اول قرن بیستم تحقیقاتی در زمینه روابط جنسی انسان انجام دادند. این اثر در عرصه علمی بسیار بدیع و بحث‌برانگیز بود.
در دهه ۱۹۵۰، درمان جنسی به " کنترل بیان جنسی " و سرکوب آن چیزی که بعد از آن رفتارهای انحرافی در نظر گرفته شده‌بود، مانند همجنس‌گرایی یا داشتن رابطه جنسی بسیار زیاد بود. Masters و جانسون در اواسط قرن به چند روش درمانی و رفتاری واقف بودند که بر روی حضور در حال حاضر مانند تمرینات تمرکز زدایی تمرکز داشتند.
در اواسط دهه ۱۹۸۰ می‌توان تأثیر درمان جنسی را با تمرکز اولیه بر اختلال عملکرد جنسی مردان مشاهده کرد. در دهه ۱۹۹۰ داروهایی مانند ویاگرا و هورمون درمانی برای درمان زنان و مردان جهت اختلال عملکرد جنسی استفاده شد.